# Xetá
Gli Xetá  sono un gruppo etnico del Brasile con una popolazione stimata in 86 individui nel 2006.

## Lingua
La lingua madre è la lingua xetá (codice ISO 639-3 xet) che appartiene alle lingue tupi-guaraní. La parola xetá non ha alcun significato nella loro lingua, il termine è stato utilizzato a partire dagli anni cinquanta del XX secolo nei resoconti di letteratura antropologica. Tra i vari nomi utilizzati per indicare questa etnia solo il termine Heta fa parte della loro lingua madre anche se non viene usato come endoetnonimo. La lingua xetá è vicina al gruppo dialettale guarani ed è simile alla lingua mbyá guaraní.

## Insediamenti
Vivono a nord-ovest dello stato brasiliano del Paraná nella zona del fiume Ivaí e dei suoi affluenti, i fiumi Indoivaí, Duzentos e Quinze. Sono stanziati anche sui fiumi Antas, Veado, Tiradentes e Maravilha. L'area si trova nei pressi dei comuni di Umuarama, Cruzeiro do Oeste, Icaraíma e Douradina.

## Storia
I primi riferimenti storici a una popolazione simile per caratteristiche al popolo Xetá risalgono alla fine del XIX secolo. Alcuni di questi riferimenti portano a supporre che gli Xetá siano discendenti del popolo dei Botocudo. Il primo contatto registrato è avvenuto il 6 dicembre 1954 (gli Xetá sono stati uno degli ultimi gruppi etnici dello stato del Paraná a scambiare il primo contatto ufficiale con il mondo civilizzato) quando sei componenti del gruppo fecero visita per qualche giorno al direttore della Fazenda Santa Rosa, costruita all'interno del loro territorio nel 1952. Dopo questa data ci furono ulteriori contatti pacifici sempre con questo stesso gruppo. Nel 1955 il Serviço de Proteção aos Índios organizzò due spedizione nella Serra dos Dourados di cui solo la seconda ebbe successo (altre spedizioni fallimentari organizzate dallo SPI avevano già avuto luogo negli anni 1949, 1951 e 1952). Nel 1956 un'ulteriore spedizione guidata dall'antropologo dell'Università Federale del Paraná José Loureiro Fernandes si imbatté in due villaggi isolati nella foresta. Nel 1961 fu creato un parco nazionale (il Parque Nacional de Sete Quedas) al cui interno fu demarcata un'area assegnata esclusivamente agli Xetá. La delimitazione dell'area però non fu utile all'isolamento del gruppo dai contatti con i coloni e gli Xetá continuarono sempre più a ritirarsi nella foresta.
Nel 1981, a causa della diga di Itaipú, l'omologazione dell'area fu eliminata e gli Xetá rimasero di nuovo senza terra. Da allora non vi è stato più alcun contatto ufficiale con questo gruppo etnico. Si pensa che si siano ritirati all'interno della foresta e decimati da malattie epidemiche quali il morbillo e intossicazioni alimentari, divisi in piccoli gruppi familiari che si spostano frequentemente a causa degli scontri con gruppi di Kaingang e con i coloni bianchi.
Gli unici componenti del gruppo conosciuti, e che si riconoscono nell'etnia Xetá, sono otto persone, di cui solo tre parlano la lingua madre, staccatisi dal gruppo madre fin dall'infanzia a causa dei coloni. Fino al 1996, questi sopravvissuti non erano a conoscenza dell'esistenza di altri Xetá.
Una stima di Carmen Lucia da Silva, ricercatrice dell'Università federale del Paraná, del 2006 ha portato la popolazione totale a soli 86 individui.